# 劉寅娜
劉寅娜（1982年6月5日—），韓國女演員，名字常被音譯為劉仁娜。

## 簡歷
劉寅娜的成名之路並不順遂，在不同的經紀公司之間，歷經的練習生生涯時間長達12年。2009年以MBC情境喜劇《穿透屋頂的High Kick！》出道，出道時27歲，相較其它演員來說可以用大器晚成來形容。2010年演出SBS電視劇《秘密花園》令其知名度大大提升，並獲得第47屆百想藝術大賞新人獎。2012年於tvN電視劇《仁顯王后的男人》中飾演女主角崔熙珍，得到廣大觀眾支持，積累了不少人氣。2013年底演出現象級電視劇《來自星星的你》，飾演劉世美一角，精湛的演技再受到關注。2016年二度與金銀淑編劇合作，演出tvN電視劇《孤單又燦爛的神—鬼怪》，知名度大增。劉寅娜同時於2011年至2016年5月8日，五年期間擔任電台節目《劉寅娜的提高音量》DJ一職。
她的演藝事業外，劉寅娜也是一位積極的慈善家，經常參與公益活動。
劉寅娜也是一位廣受欢迎的商業模特兒，曾代言過許多品牌，並擁有豐富的廣告經驗。

## 感情生活
2012年6月7日，在《仁顯王后的男人》結局終映會上被智鉉寓告白後，於同月18日其廣播節目《提高音量》上坦承戀情。2014年5月14日，兩人證實已經分手。

## 影視作品

### 電視劇
| 年份   | 電視台 | 劇名                | 角色           | 備註         |
| 2007年 | iHQ    | 我是你的寵物情人    | 劉寅娜         | 客串         |
| 2009年 | MBC    | 穿透屋頂的High Kick | 劉寅娜         | 配角         |
| 2010年 | SBS    | 秘密花園            | 林雅瑩         | 配角         |
| 2011年 | tvN    | Birdie Buddy        | 李恭秀         | 配角         |
| 2011年 | MBC    | 最佳愛情            |                | 配角         |
| 2012年 | tvN    | 仁顯王后的男人      | 崔希真         | 主演         |
| 2013年 | KBS    | 最佳李純信          | 李侑信         | 主演         |
| 2013年 | tvN    | 馬鈴薯星2013QR3     | 金道尚的鄰居   | 客串第4、6集 |
| 2013年 | SBS    | 來自星星的你        | 劉世美         | 配角         |
| 2014年 | tvN    | 我的秘密飯店        | 南相孝         | 主演         |
| 2015年 | tvN    | 泡泡糖              | 電台DJ（聲演） | 客串第1集    |
| 2016年 | MBC    | 再一次 Happy Ending | 高東美         | 配角         |
| 2016年 | tvN    | 孤單又燦爛的神—鬼怪 | Sunny（金善）  | 配角         |
| 2019年 | tvN    | 觸及真心            | 吳允書／吳真心 | 主演         |
| 2020年 | MBC    | 愛我的間諜          | 姜雅凛         | 主演         |
| 2021年 | JTBC   | 雪降花              | 姜清雅         | 配角         |
| 2023年 | ENA    | 寶拉！黛博拉        | 延寶拉         | 主演         |

### 網路劇
| 年份   | 頻台     | 劇名           | 角色   | 備註      |
| 2015年 | On Style | 我們分手了     | 劉寅娜 | 客串第8集 |
| 2015年 | LINE TV  | Secret Message | Amy    | 配角      |

### 電影
| 年份   | 片名                             | 角色       | 備註     |
| 2010年 | 公平的愛                         | 真熙       |          |
| 2011年 | 我的黑色超短裙                   | 敏姬       |          |
| 2012年 | 愛情小說                         | 秀晶／慶淑 |          |
| 2014年 | 婚禮日记                         | 周美麗     |          |
| 2020年 | 明明會說話                       | 明明       | 聲音演出 |
| 2020年 | NAVER Audio Cinema：在你身邊入睡 | 尹河露     | 聲音演出 |
| 2020年 | 今天決定我愛你                   | 孝英       |          |

### MV
- 2010年：Brian《In My Head》
- 2010年：BIGBANG《Tell Me Goodbye》
- 2011年：Humming Urban Stereo（feat. 劉寅娜）《你那天》
- 2011年：太陽《secret lover》
- 2018年：tvN宣傳曲《快樂頌》

## 音樂作品
- 2010年：單曲《你那天》（配唱 Humming Urban Stereo）
- 2011年：OST《我.小.黑》（電影《我的黑色小禮服》）
- 2018年：金延宇、温流(ONEW)《漁場管理》（FEAT.劉寅娜）

## 綜藝節目

### 節目主持
| 播出日期                      | 電視台       | 節目名稱                                          | 備註                                             |
| 2011年3月3日－2012年5月30日   | SBS          | 深夜的TV演藝                                      | [ 3 ]                                            |
| 2013年10月25日                | Mnet         | 《WIN : WHO IS NEXT》                             | 與BIGBANG 大聲共同擔當特別主持                   |
| 2015年12月15日                | JTBC         | TwoYoo Project-Sugar Man                          | （Sandara Park代班主持）                         |
| 2018年4月1日－2018年6月24日   | tvN          | 善茶坊                                            | 與李笛、梁世炯、路雲擔當主持                     |
| 2018年10月1日－2018年12月17日 | tvN          | 善茶坊（第二季）                                  | 與李笛、梁世炯、尹博擔當主持                     |
| 2019年8月18日－2019年11月17日 | MBC          | 眾籌                                              | 與柳熙烈、柳俊相、盧弘喆、劉俊相、張度練擔當主持 |
| 2020年2月10日－2020年4月27日  | JTBC         | 77億的愛情                                        | 與申東燁、希澈擔當主持                           |
| 2021年2月9日                  | MBC          | 整理服務-手機清潔                                 | 與尹鍾信、林哲dindin擔當主持                     |
| 2021年9月10日－2021年12月13日 | KBS 2TV      | 紀錄片3日播放列表                                 | 簡稱《紀錄片3天》旁白                            |
| 2021年11月3日－2021年12月13日 | tvN          | Sinabro夢想制造團                                 | 與姜昇潤、李龍真擔當主持                         |
| 2021年11月6日                 | KBS          | 2021昌原K-POP World Festival - HOW K-POP SAVED ME | 直播單獨主持                                     |
| 2021年12月9日                 | tvN          | tvN 15周年特別節目《一起倒轉》                    |                                                  |
| 2022年3月28日－2022年         | JTBC         | 我們之間                                          | 與Aiki、李龍真擔當主持                           |
| 2022年9月16日-                | Coupang Play | 連鎖反應                                          | 與Zico、李陳鎬、侑廷一同主持                     |

### 綜藝固定節目
| 播出日期                     | 電視台   | 節目名稱      | 備註     |
| 2010年7月18日－2011年5月1日  | SBS      | 英雄豪傑      | 固定演出 |
| 2014年3月5日－2015年2月17日  | On Style | Get It Beauty |          |
| 2015年4月25日－2015年6月27日 | SBS      | 中韓時尚王    | 固定嘉賓 |

## 廣播節目
- 2011年：KBS COOL FM《劉寅娜的提高音量 （页面存档备份，存于）》DJ(2011年11月7日-2016年5月8日)[5]

## 獲獎記錄
- 2011年：第47屆百想藝術大賞－電視部門 女子新人演技賞《秘密花園》
- 2011年：第1屆 Olleh-Lotte Smart Phone 電影節授獎式－特別獎《未受邀請的客人》
- 2011年：SBS演藝大賞－綜藝部門 最佳娛樂人獎《深夜的TV演藝》
- 2012年：第1屆 大田電視劇節－新星獎《仁顯皇后的男人》
- 2013年：第8屆 Asia Model Festival Awards－人氣明星獎
- 2014年：KBS演藝大賞－廣播 DJ 獎《劉寅娜的提高音量》
- 2017年：第5屆DramaFever Awards（英语：DramaFever#DramaFever Awards）－最佳女配角獎《孤單又燦爛的神—鬼怪》[6]
- 2018年：第13屆 Annual Soompi Awards－最佳女配角獎《孤單又燦爛的神—鬼怪》[7]

## 外部連結
- YouTube上的劉寅娜頻道
- 劉寅娜在NAVER上的资料
- 劉寅娜在韩国电影数据库（KMDb）上的資料（韓語）
- 劉寅娜在HanCinema的頁面（英文）
- 劉寅娜在豆瓣上的资料（简体中文）